# Glosar de teatru
Acest glosar conține termeni din domeniul teatrului și a spectacolelor de scenă, care pot însemna fie arta, fie clădirea în care se desfășoară spectacolele de teatru.

## A
- actor – artist care joacă într-o piesă de teatru sau într-un film.
- afiș (pl. afișe)

– gen de artă grafică cu funcție mobilizatoare, de informare, de reclamă, de instructaj etc.
– cap de afiș = primul nume dintr-o listă de persoane care sunt afișate în ordinea valorii lor.
- anti-erou – personaj principal care nu corespunde caracteristicilor sau valorilor unui erou tradițional.
- antract (pl. antracte) – Pauză între două acte sau între două părți ale unei reprezentații.

## B
- butaforie – obiect sau ansambluri de obiecte folosite în scenografia unor spectacole care imită obiecte reale (sculpturi, basoreliefuri, motive arhitectonice) în vederea reconstituirii cât mai fidele a acestora din urmă. Confecționarea acestora se face din carton, hârtie amestecată cu clei sau alt fel de adeziv, plastic sau gips.

## C
- cabotin – din francezul „cabotin” (actoraș). Actor care atrage atenția asupra lui, în detrimentul celorlalți actori, compromițînd intențiile regizorului. Se mai folosește și pentru a desemna un actor prost.
- cabotinism – atitudine, gest, apucătură de cabotin. Se poate numi cabotinism și ansamblul unei regii care pare să deturneze intențiile autorului textului.
- caiet-program, (pl. caiete-program) – program (de spectacol) sub formă de caiet.
- caracter

– trăsătură proprie unui personaj care permite a se distinge de celelalte.
– ansamblul trăsăturilor fizice, psihologice și morale ale unui personaj.
– persoană sau personaj considerat în individualitatea sa, în originalitatea și calitățile sale morale. Conform teoriilor lui Aristotel, caracterul constituie unul dintre cele șase elemente ale tragediei, alături de cânt, elocuțiune, poveste, gîndire și spectacol.
- casting – atribuirea de roluri (în teatru, film, televiziune etc.) – cu sau fără consultarea unor agenții specializate – după vîrstă, morfologie, voce, celebritate. (Vezi: distribuție, dramatis personae)
- cortină (pl. cortine) – perdea de stofă, de catifea etc. care desparte scena de sala de spectacol și care, prin ridicare sau prin lăsare în jos sau tragere în părți, marchează începutul, respectiv încheierea unui spectacol sau a unui fragment din spectacol.
- costumație (pl.costumații) – îmbrăcăminte specială pentru o piesă de teatru, un bal mascat etc.; fel de a se îmbrăca într-o asemenea împrejurare.
- culisă (pl. culise) – spațiu scenic situat în spatele decorurilor, de unde intră actorii în scenă folosit și pentru a sugera cadrul unde se petrec sau se hotărăsc unele acțiuni dramatice la care publicul nu asistă.
- cușcă (a sufleorului) – încăpere mică, sub nivelul scenei, rezervată sufleorului în timpul spectacolului.

## D
- dans-teatru (teatru-dans) – formă a dansului modern și contemporan care, ieșind din tiparele dansului clasic, face loc unei forme noi de expresie corporală, mult apropiată esteticii spectacolului de teatru. În multe cazuri într-un astfel de dans sînt introduse și texte sub formă de replici, monoloage sau rostiri din off.
- declamație – artă de a rosti un text. Vorbire cu ton și cu gesturi exagerate, teatrale, emfatice.

## E
- epilog – discurs recapitulativ la sfîrșitul unei piese de teatru, sau partea finală a acesteia. Aici autorul face de obicei cunoscută evoluția ulterioară a personajelor, sau subliniază mai transparent semnificația creației sale.

## F
- foaier – încăpere a unui teatru, în afara sălii de spectacol, destinată recreerii spectatorilor în timpul pauzelor dintre acte.

## M
- mașinist, (pl. mașiniști) – persoană care așază decorurile pe scenă, trage cortina, aprinde și stinge luminile, mânuiește aparatele cu efecte sonore etc.

## S
- scenă:

– parte mai ridicată și special amenajată în incinta unei săli de spectacole sau în aer liber, unde se desfășoară reprezentațiile.
– decorurile folosite pentru a reprezenta locul unde se petrece acțiunea piesei.
– subdiviziune a unui act dintr-o operă dramatică, marcată prin intrarea sau ieșirea unui personaj.
- spot – proiector de mici dimensiuni care trimite un fascicul de lumină cu scopul de a izola un actor sau o mică parte de decor de restul elementelor scenice.
- sufleor – Membru al trupei de teatru care are sarcina de a ajuta actorii să-și amintească replicile, șoptindu-le acestora începutul replicilor, fără a fi auziți de public. În vechime, sufleurul era ascuns într-o „cușcă” așezată în rampă, acoperită în partea ei dinspre sală, de unde acesta putea să observe întreaga scenă.
- suspans – moment sau pasaj dramatic de natură să nască un sentiment de așteptare neliniștită.
- strapontină pl. strapontine – scaun rabatabil fără spătar, fixat de un perete sau de alt scaun alăturat, folosit într-o sală de spectacole, pe culoarul unui tren, în trăsură, în autobuz etc.

## V
- Varietăți (Spectacol de varietăți, Varieteu) – spectacol care conține numere recreative (scheciuri, dansuri, cîntece, numere de acrobație sau de magie etc.).